# Music Inspired by The Lord of the Rings
Pour l'album de Bo Hansson, voir Music Inspired by Lord of the Rings.
Albums de Mostly Autumn
Prints in the Stone
(2001) Passengers
(2003)
Music Inspired by The Lord of the Rings est le quatrième album du groupe de rock Mostly Autumn, sorti en 2001.

## Titres
1. Overture - The Forge of Sauron (Josh, Jennings) – 4:09
2. Greenwood the Great (Shadowy Glades) (Josh) – 5:27
3. Goodbye Alone (Josh) – 6:54
4. Out of the Inn (Josh) – 6:44
5. On the Wings of Gwaihir (Josh) – 5:06
6. At Last to Rivendell (Jennings) – 3:40
7. Journey's Thought (Josh, Jennings) – 4:33
8. Caradhras the Cruel (Josh) – 2:32
9. The Riders of Rohan (Josh, Jennings) – 3:35
10. Lothlorien (Findlay, Josh) – 3:44
11. The Return of the King (Josh) – 3:19
12. To the Grey Havens (Josh, Jennings) – 3:31

## Musiciens
- Bryan Josh : chant, guitares, chœurs
- Heather Findlay : chant, guitares, flûte, percussions, chœurs
- Iain Jennings : claviers
- Angela Goldthorpe : flûte, chœurs
- Liam Davison : guitares
- Andy Smith : basse
- Jonathan Blackmore : batterie

- Duncan Rayson : claviers, programmation
- Marcus Bousfield : violon
- Marissa Claughan : violoncelle
- Chè : djembé